# ISO 5807
 (juillet 2019).
Si vous disposez d'ouvrages ou d'articles de référence ou si vous connaissez des sites web de qualité traitant du thème abordé ici, merci de compléter l'article en donnant les références utiles à sa vérifiabilité et en les liant à la section « Notes et références ».
La première édition de la norme ISO 5807,, date du 15 février 1985, elle concerne le traitement de l'information grâce à des symboles de documentation et conventions, elle reprend et remplace les éléments figurant dans l'ISO 1028 ainsi que l'ISO 2636.
La norme ISO 5807 (ISO 5807:1985) vise à normaliser les symboles utilisable dans les logigrammes afin qu'ils puissent être compris internationalement.
Cette norme délimite entre autres le périmètre d'utilisation des symboles et leurs significations.
Le guide complet concernant l'ISO 5807 est disponible sur le site internet de l'Organisation Internationale de la Normalisation pour la somme de 114 Francs Suisses.